# Eclissi solare del 3 gennaio 1908
L'eclissi solare del 3 gennaio 1908, di tipo totale, è un evento astronomico che ha avuto luogo il suddetto giorno attorno alle ore 21:45 UTC. La durata della fase massima dell'eclissi è stata di 4 minuti e 14 secondi e l'ombra lunare sulla superficie terrestre raggiunse una larghezza di 149 km; Il punto di massima totalità è stato in mare lontano da terre emerse.
L'eclissi del 3 gennaio 1908 divenne la prima eclissi solare nel 1908 e la diciassettesima nel XX secolo. La precedente eclissi solare si è verificata il 10 luglio 1907, la seguente il 28 giugno 1908. 
L'eclissi solare totale attraversò la Nuova Guinea tedesca, i Territori britannici del Pacifico occidentale, le British Line Islands, le British Phoenix Islands e la Costa Rica. L'eclissi solare parziale coprì la maggior parte dell'oceano Pacifico, la maggior parte dell'America centrale e alcune aree circostanti. 

## Percorso e visibilità
L'evento si è manifestato all'alba locale del 4 gennaio sulla superficie dell'oceano Pacifico occidentale a circa 290 chilometri a nord dell'atollo di Minto. In seguito l'ombra della Luna si è spostata a sud-est, coprendo parti della catena della barriera corallina di Ralik e delle isole Gilbert. Dopo aver attraversato la linea di data internazionale e coperto alcune isole nelle isole Line e nelle Isole Phoenix, ha raggiunto il punto massimo di eclissi circa 280 chilometri a nord dell'atollo di Takaroa. Dopodiché, l'ombra ha virato a nord-est e, dopo aver attraversato un'ampia superficie oceanica, ha finalmente attraversato un breve tratto di terra in Costa Rica al tramonto del 3 gennaio e ha lasciato la superficie del Golfo di Nicoya.

## Osservazioni a fini scientifici

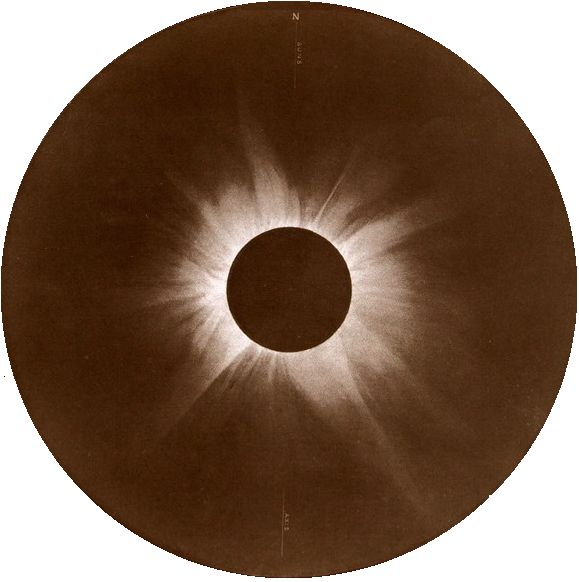
Foto ripresa dall'astronomo William Campbell del Lick Observatory effettuata da Flint Island, Kiribati

L'osservatorio Lick statunitense inviò una squadra di osservazione a Flint Island, un'isola disabitata nelle Sporadi Equatoriali. Il gruppo di osservazione partì da San Francisco in nave il 22 novembre 1907, arrivando il 4 dicembre a Papeete sull'isola di Tahiti, ove era la sede amministrativa della Polinesia francese. Qui fecero rifornimenti, imbarcarono ulteriore personale e il 7 dicembre partirono di nuovo per Flint Island arrivando nel pomeriggio del 9 gennaio.
Nelle vicinanze stazionarono anche astronomi della Royal Astronomical Society del Regno Unito e dell'Osservatorio di Sydney, oltre a topografi neozelandesi. Il gruppo di osservazione riuscì a scattare una foto della corona solare.

## Eclissi correlate

### Eclissi solari 1906 - 1909
Questa eclissi è un membro di una serie semestrale. Un'eclissi in una serie semestrale di eclissi solari si ripete approssimativamente ogni 177 giorni e 4 ore (un semestre) in nodi alternati dell'orbita della Luna.

### Ciclo di Saros 130
Questa eclissi fa parte del ciclo di Saros 130, che si ripete ogni 18 anni, 11 giorni, contenente 73 eventi. La serie è iniziata con un'eclissi solare parziale il 20 agosto 1096. Contiene eclissi totali dal 5 aprile 1475 al 18 luglio 2232. Non ci sono eclissi anulari nella serie. La serie termina al membro 73 con un'eclissi parziale il 25 ottobre 2394. La durata più lunga della totalità è stata di 6 minuti e 41 secondi l'11 luglio 1619. Tutte le eclissi di questa serie si verificano nel nodo discendente della Luna.